# Jézus szíve templom (Diakovár)
A Jézus szíve templom és kolostor a Szent Keresztről nevezett Irgalmas Nővérek temploma és kolostora Horvátországban, az Eszék-Baranya megyei Diakovár településen található.

## Fekvése
Az épületegyüttes Diakovár belvárosában, a Tomiszláv király utca (ul. kralja Tomislava) 22. szám alatt található.

## Története
A Szent Keresztről nevezett Irgalmas Nővérek 1868-ban kaptak meghívást Josip Juraj Strossmayer diakovári püspöktől, hogy jöjjenek Diakovárra és vegyék át az itteni iskolákban az oktatást. A püspök meghívására a városba a nővérek tízfős, korábban Amerikába készülő csoportja érkezett, akik közül négy tanár volt. A nővérek egy négyosztályos leányiskolában, a leánykolégiumban és a kis püspöki kórházban kaptak munkát. Tizenöt év Diakováronban végzett munka után a nővérek kiterjesztették tevékenységüket más helyekre és egyéb területekre is.
A nővérek munkájának bővülésével a nővérek száma is gyarapodott. A tartományi ház, ahová a nővérek eljöttek, és amelyben először az iskola és a kollégium is helyet kapott túl kicsi lett. Ezért egyre gyakrabban merült fel egy kolostor és templom építése, melyhez azonban a nővéreknek anyagi erőforrásaik nem voltak. A legmegfelelőbb területnek egy a kolostorral szembeni rét tűnt, mely az egyházmegyéhez tartozott. Az építésre az egyház támogatását 1899-ben sikerült megszerezni. A Szent Keresztről nevezett Irgalmas Nővérek tartományi ülése 1900. december 1-jén határozta el az építkezés megkezdését, melyre a telket és a pénz a püspökség biztosította. Az épület alapkövét végül 1907. április 1-jén húsvéthétfőn helyezték el. Az első terveket már 1902. elején elkészítette a grazi Stadtbau und Zimmermeister építészeti iroda, de az épület végül teljesen másképp valósult meg. Ennek okát nem tudni, nem maradt írásos nyoma. A kivitelezést az Axman & Domes tervező és építő cég vállalta, amely 1906. október 4-én el is kezdte a munkát. Az építési költség az előzetes tervek szerint 350 ezer korona volt, ez végül 400 ezer koronára emelkedett. Az építés gyors ütemben haladt. Az építő vállalta, hogy a templom 1907. augusztus 15-én tető alatt lesz, november 19-én pedig már a toronysisakot is ráemelték. A templom és a kolostor felszentelésére végül a Szent Kereszt Felmagasztalásának ünnepén, 1908. szeptember 14-én került sor. A szertartást Anđelko Voršak püspök vezette.
A templomot először 1941 júliusában festették ki. A színek hasonlóak voltak a maihoz. Ebből az alkalomból az elektromos világítást is lecserélték. Az arany jubileumra 1958-ban templomot alaposan felújították. Ez a munka három hónapig tartott. A II. Vatikáni zsinat rendelkezései szerint 1968-ben az úrvacsora kerítését eltávolították és a hívek felé néző új faoltárt, valamint egy fából készült szószéket építettek. 1972-ben hangszórókat szereltek be a templomba. Alapos felújításra került sor 1978/79-ben. A munkák során különös gondot fordítottak arra, hogy az épület stílusában semmi ne változzon, és az új elemek zökkenőmentesen beolvadjanak a régi részekbe. A szentély kibővült azzal, hogy az úrvacsora kerítését a kórusra helyezték át. Új kőpadló és padlófűtés került lefektetésre. A fa helyett kőoltárt és szószéket emeltek. Az oltárokat, a festményeket, és az ablakokat alaposan megtisztították. Az orgonát is restaurálták, a restaurálást Manfred Pütthoff freiburgi mester végezte 1979 júniusában Ćiril Kos püspök újra felszentelte az egyházat. A délszláv háború során 1992. április 4-én 6 óra 12 perckor az épület belövést kapott, egy ágyúgránáttal találták el. A gránát a torony mellett a templom tetejére esett, és szó szerint kitépte az egyik gerendát. A templomban éppen szentmise volt, tele nővérekkel és hívőkkel, de szerencsére senkit sem öltek meg.

## Leírása
A kolostor épülete szecessziós stílusban, a templom pedig a francia késő barokk stílusában épült. A templom 37 m hosszú, 11 m széles és 17 m magas. Négy oltára van – a fő és a két mellékoltár, valamint a Szent Antal oltár a templom bejáratánál. A belső tér egyszerű, de világos és kellemes, békét árasztó. Az oltárok fából készültek, festettek, aranyozott kis angyalokkal, virágokkal, levelekkel és indákkal díszítettek. A főoltáron Jézus Szent Szívének képe látható, aki templom védőszentje. Jobb oldalán Assisi Szent Ferenc, bal oldalán pedig Assisi Szent Klára szobra látható. Ezek szobrok a főoltár stílusában készültek, de ismeretlen maradt, hogy ki és hol készítette őket. A jobb oldalon a Csodálatos Szűzanya (Mater admirabilis), a baloldalon pedig a Szent József oltár található. Az oltárokat, a szószéket és a keresztutat a tiroli grödneri Martiner műhely készítette. A festményeket Josef Kastner bécsi festőművész festette. A festményeket Bécsből 1909. április 5-én szállították ide és 10-én helyezték az oltárra. A padokat csak 1920-ban szerezték be. Az első, a templomban lévő padok ugyanis túl kicsik voltak a nagy térhez. 
A templomot többször felújították, de az oltárokat nem változtatták. Egyedül a Szent Antal oltár ment nagyobb változásokon keresztül. Az adományozók ajándékaiból idővel elkészültek az új, gyönyörű, nagy ólomüveg ablakok. A szentélyben a jobb oldali ablak a Lourdes-i Miasszonyunk képével, bal oldalán pedig Avilai Szent Teréz képével van díszítve. A Szent József-oltár nagy ablaka Jézus születésének jelenetével, a Szűzanya oltáránál levő ablak pedig Krisztus feltámadásának képeivel van díszítve. A templom mindkét oldalán van még két ólomüveg ablak: Jézus Szíve jelenése Margaret Mary Alacoque-nak és Mária látogatása, míg a túloldalon Szent Ferenc és egy kis ablak liturgikus jelekkel díszítve. Alul található még két kis ólomüveg az eucharisztia szimbólumaival. Az ólomüveg ablakok egy tiroli műhelyben készültek 1914 és 1920 között.
Az orgonát Josip Majdak zágrábi mester építette. A hangszer három manuálos, 28 regiszteres,   teljes pedálműves kivitelben készült. Külső formája megfelel a templom és az oltárok stílusának. Megáldására 1942 május 2-án került sor, ebből az alkalomból gálakoncertet tartottak a nővérek és egy nagyon jól képzett gyermekkórus közreműködésével. Utolsó felújítását Marko Rastija zágrábi mester végezte 2004-ben. A templom első három harangja Ljubljanából érkezett. 1908. június 23-án szállították őket Diakovárra. Jézus Szent Szívének harangja 400 kg, Mária Szeplőtelen Szívének harangja 200 kg, a Szent József harang pedig 120 kg volt. Nem ismert, hogy volt-e rajtuk dekoráció vagy szöveg. Ezeket a harangokat 1916-ban háborús céllal elkobozták. 1920-ban egy új, kisebb harangot szereztek be, melyet Zágrábban öntöttek. Ezt a harangot 1979-ben a közeli Pisak falunak adományozták. A jelenlegi harangokat a templom felújításakor vásárolták Németországban 1979-ben. Az öntőműhely Glockengiesserai Gebrüder Bachert, Bad Friedrichhall-Kochendorf volt. 1979. június 8-án érkeztek Diakovárra, ahol Cyril Kos püspök áldotta meg őket. Amikor az első harang csengeni kezdett zuhogott az eső villámokkal és mennydörgéssel. Hetek óta nem esett az eső, és ez olyan volt, mint egy égi jel. Amikor a helyére állítva megszólalt a harmadik harang abban a pillanatban felderült az ég. Az első harang hangja „B”, súlya 400 kg, átmérője 90 cm, „Jézus Szent Szíve, bízom benned” felirattal. A második harang hangja „Desz” , súlya 220 kg, átmérője 73 cm, „Mária legtisztább szíve, légy üdvösségünk!” felirattal, a harmadik harang hangja „F”, súlya 120 kg, átmérője 59 cm, "Szent József imádkozz értünk!" felirattal. Azóta ezek a harangok kísérik az elhunyt nővéreket utolsó útjukra.